# Barri del Coll
El Coll és un barri de la ciutat de Barcelona situat a l'extrem nord-oriental del districte de Gràcia. Es troba a uns 150 metres per sobre el nivell del mar i fa 35,8 hectàrees. L'any 2021 tenia uns 7.688 habitants i una densitat demogràfica neta de 620 habitants per hectàrea residencial. Aquest barri es troba a la vall que formen el turó del Coll i el turó del Carmel i s'emplaça a banda i banda del curs alt de l'antiga riera de la Farigola, que desembocava a la riera de Vallcarca.
El barri pren el nom del santuari de Nostra Senyora del Coll, que es remunta a l'any 1099. El Coll disposava d'un elevat nombre de fonts d'aigua, que Barcelona va aprofitar.
Històricament el barri formava part del terme municipal d'Horta.

## Història

Barris del districte de Gràcia. El Coll està situat a la part superior dreta.

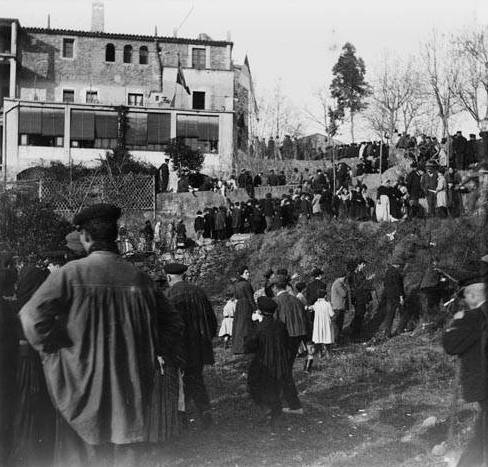
El barri del Coll de Barcelona l'any 1897

Les referències més antigues del Coll daten de l'any 1099. L'origen del barri se situa a l'església de la Mare de Déu del Coll, que es remunta al segle xi. Aleshores, s'anomenava de Mare de Déu de la Fontrúbia. A prop hi havia la capella de Lourdes. El santuari, que depenia del monestir de Sant Cugat, estava dedicat a una imatge de fusta de la Verge que va ser trobada en una torrentera. L'església del Coll, d'origen romànic, ha tingut un paper fonamental en la constitució del barri. Al segle xvi va ser restaurada i durant la guerra de successió s'hi va situar a prop una bateria borbònica i el santuari va resultar malmès. L'any 1821 la comunitat monàstica de Sant Pau del Camp, propietària del santuari, va subhastar-lo. El 1835 el temple va ser abandonat degut a la llei de desamortització de Mendizábal. L'any 1877 el santuari va ser venut per segona vegada i el 1822 va esdevenir una mena de complex religiós-turístic que coincidia amb la popularitat de les romeries que s'hi celebraven. A final del segle xix, es va veure immers en una decadència, palpable per la interrupció dels cultes, el tancament periòdic del temple, etc. L'any 1936 el santuari va cremar i va desaparèixer la imatge que albergava, va ser retrobada nou anys més tard a Sant Joan de les Abadesses. El santuari del Coll va quedar totalment abandonat des del 1939 fins al 1948, quan els missioners del Sagrat Cor van restablir-hi el culte.
El turó del Coll va esdevenir famós per les moltes deus que en brollaven. Ja l'any 1575, quan encara no hi havia més edificacions que l'ermita, s'hi anava a buscar aigua. Durant els períodes de sequera, però, la mina d'aigua del Coll no subministrava aigua. Durant el segle xviii i part del xix, les fonts del Coll formaven part del pla i servei d'aigües de la ciutat de Barcelona. Durant els anys 1870 el camí del Coll era una via important que comunicava Vallcarca i Horta, aleshores municipis independents. Aquest camí fou eixamplat l'any 1871 en 4,2 metres.
Els senyors feudals anaven a caçar el porc senglar a les muntanyes properes al Coll, poc abans que els bandolers s'instal·lessin a les coves Cimanya que, més tardanament, esdevingueren importants mines de ferro.
El barri com a tal va començar a prendre forma al segle xix. El barri del Coll s'urbanitzà a partir de les terres del baró de la Barre de Flandes, propietari de Can Falcó. Al voltant del passeig de la Mare de Déu del Coll i dels carrers adjacents s'hi edificaren al pas del segle xix al xx un conjunt de torres d'especial bellesa, algunes d'elles obra de l'arquitecte Josep Maria Jujol. Durant la dècada de 1860 es van crear els primers carrers urbanitzats del Coll, així com d'altres barris muntanyencs com el Putxet, la Salut i el Carmel. Al Coll s'hi van començar a construir cases humils i de la burgesia. A començament del segle xx, el barri s'omplí de masies i cases i es va explotar la pedrera del Coll. Fins a la dècada de 1950 al barri predominaven les torres amb jardí, aleshores el barri va començar a créixer d'una manera desmesurada i sense planificació a conseqüència de l'especulació urbanística. Als anys 1960, El Coll va seguir experimentant la febre urbanística i fou envaïda per tota mena de construccions que van ocupar tots els espais lliures que quedaven.
Fou el 1976 quan es va demanar la construcció d'un parc. La pedrera de la Creueta estava abandonada i la intenció era construir-hi pisos, però finalment s'hi inaugurà el parc de la Creueta del Coll.
Actualment el barri del Coll està afectat pel projecte urbanístic dels Tres Turons, projecte que pretén millorar i coordinar els parcs existents als Tres Turons de Barcelona.

## Llocs d'interès
L'església de la Mare de Déu del Coll, romànica, és el punt a partir del qual es va originar el barri. Data de l'any 1099.
El Parc de la Creueta del Coll està situat a una antiga pedrera del turó de la Creueta del Coll. Va ser construït l'any 1987 i conté Elogi a l'aigua, obra d'Eduardo Chillida.
Al barri del Coll s'hi troben tres edificis de l'arquitecte modernista Josep Maria Jujol: la Casa Sansalvador, la casa dels Metges o Villa Conxita i la Torre Queralt.
La finca Sansalvador, situada al nº 89 del Passeig Mare de Déu del Coll, fou encarregada a Jujol pel seu amic i metge Salvador San Salvador perquè servís com a habitatge. L'any 1915, durant les obres de construcció i sis anys després de l'inici d'aquestes, en trencar la roca, s'hi va descobrir una font que va rebre el nom de Font Radial. Al fer la troballa, San Salvador va encarregar a Jujol que planifiqués galeries subterrànies per a aprofitar l'aigua descoberta. El propietari de la finca va embotellar l'aigua que hi brollava sota el nom d'Aigua Radial. Les obres de la finca van durar diversos anys degut a la dificultat del terreny on s'emplaça.
La torre Queralt se situa al núm. 1 del carrer de la Pineda. Aquesta torre data de l'any 1917, quan el lloc on es troba encara quedava allunyat de la ciutat de Barcelona. Fou construïda dins la finca San Salvador amb la finalitat de dedicar-la al lloguer. Es tracta d'una obra poc coneguda de Jujol.

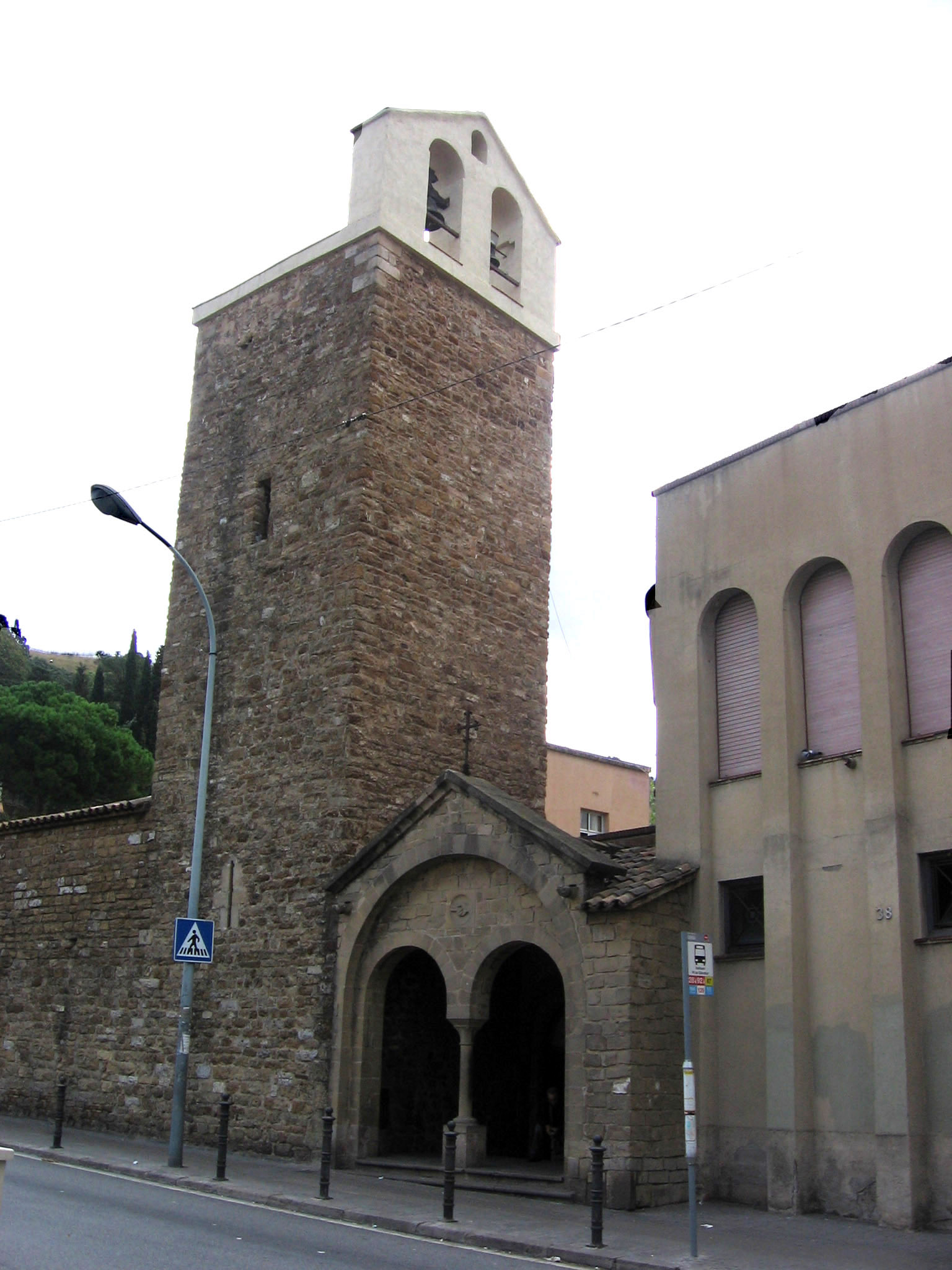
Església de la Mare de Déu del Coll
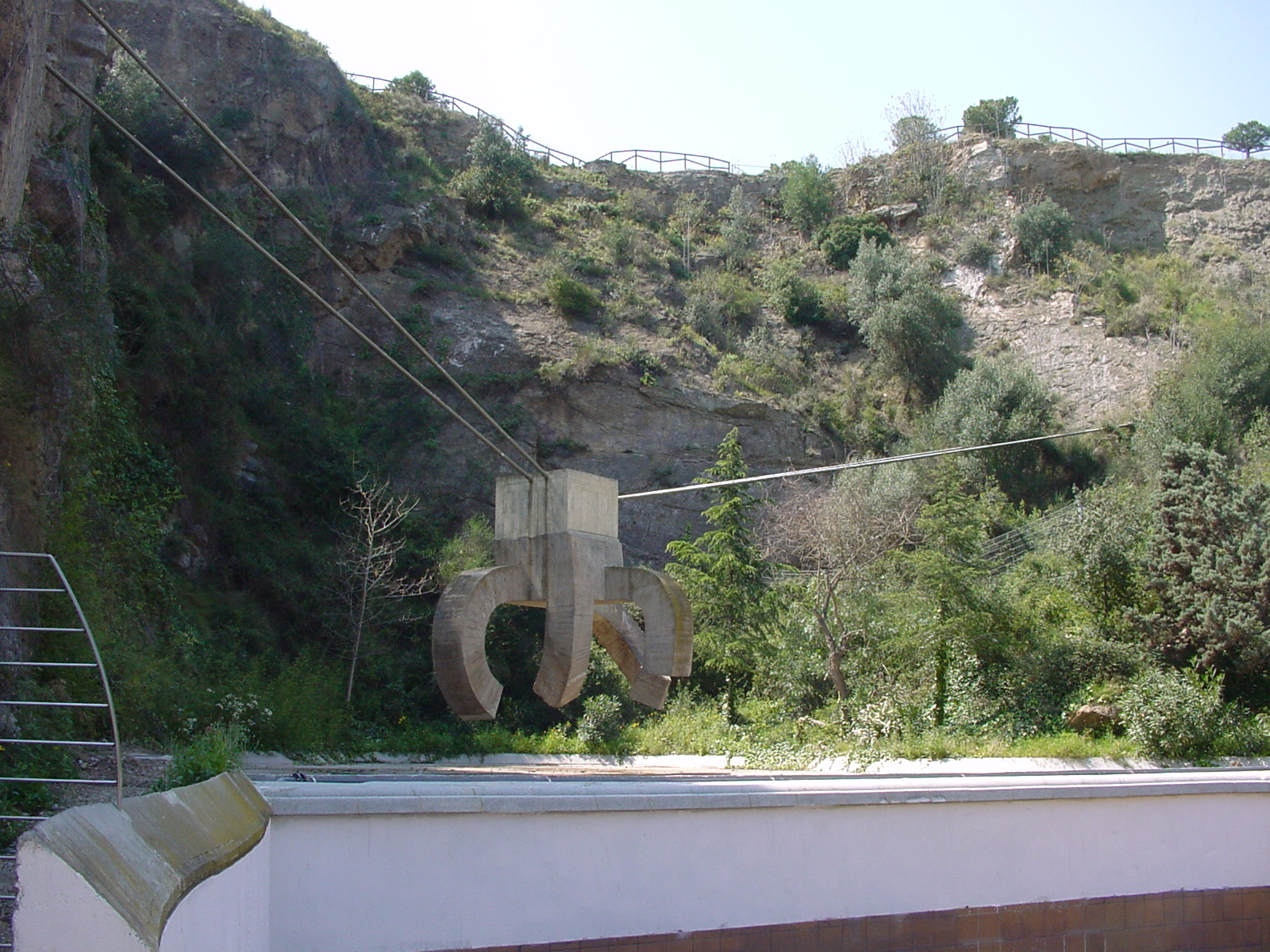
Elogi a l'aigua d'Eduardo Chillida, parc de la Creueta del Coll.
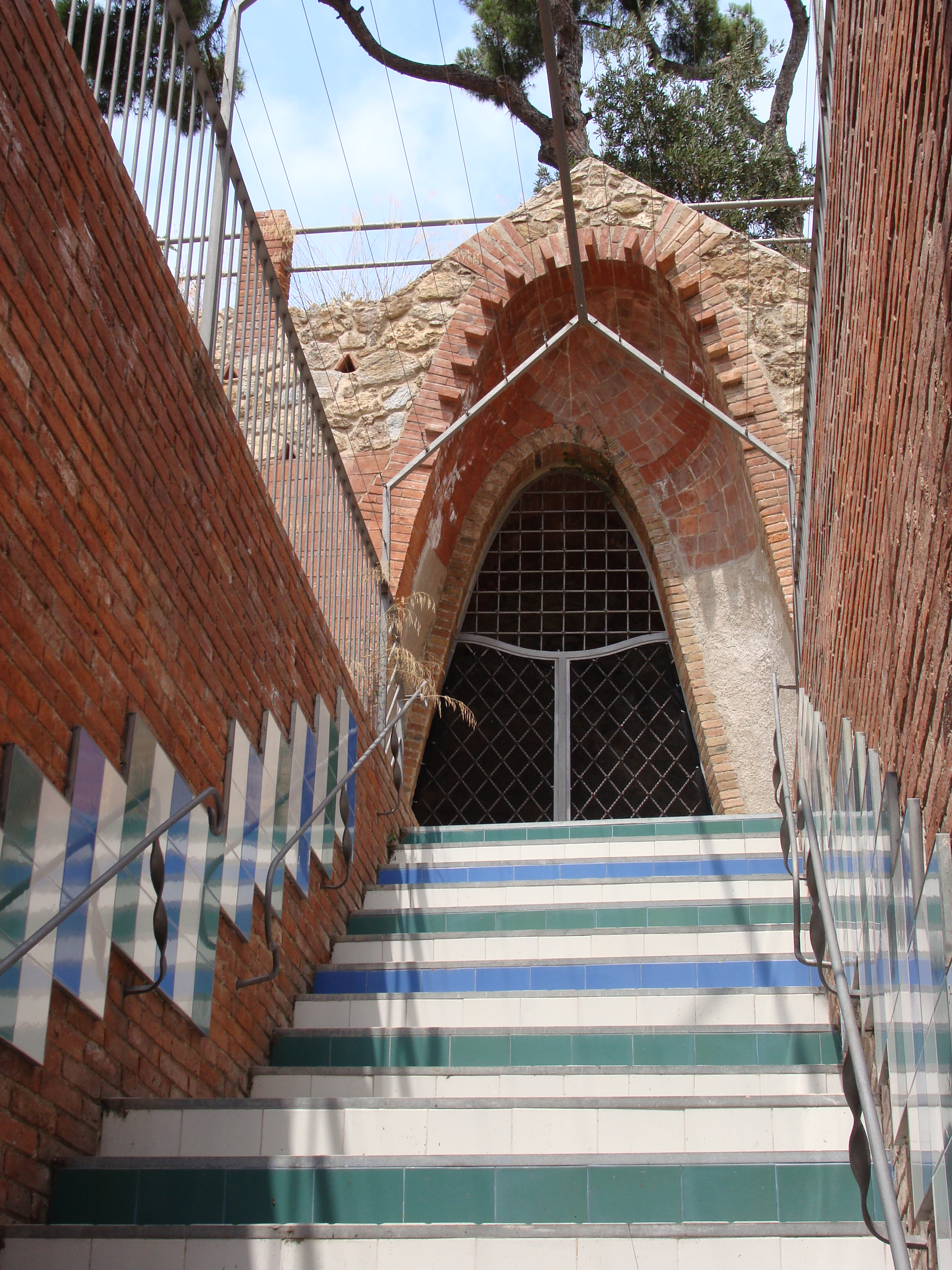
Escales de la Finca Sansalvador
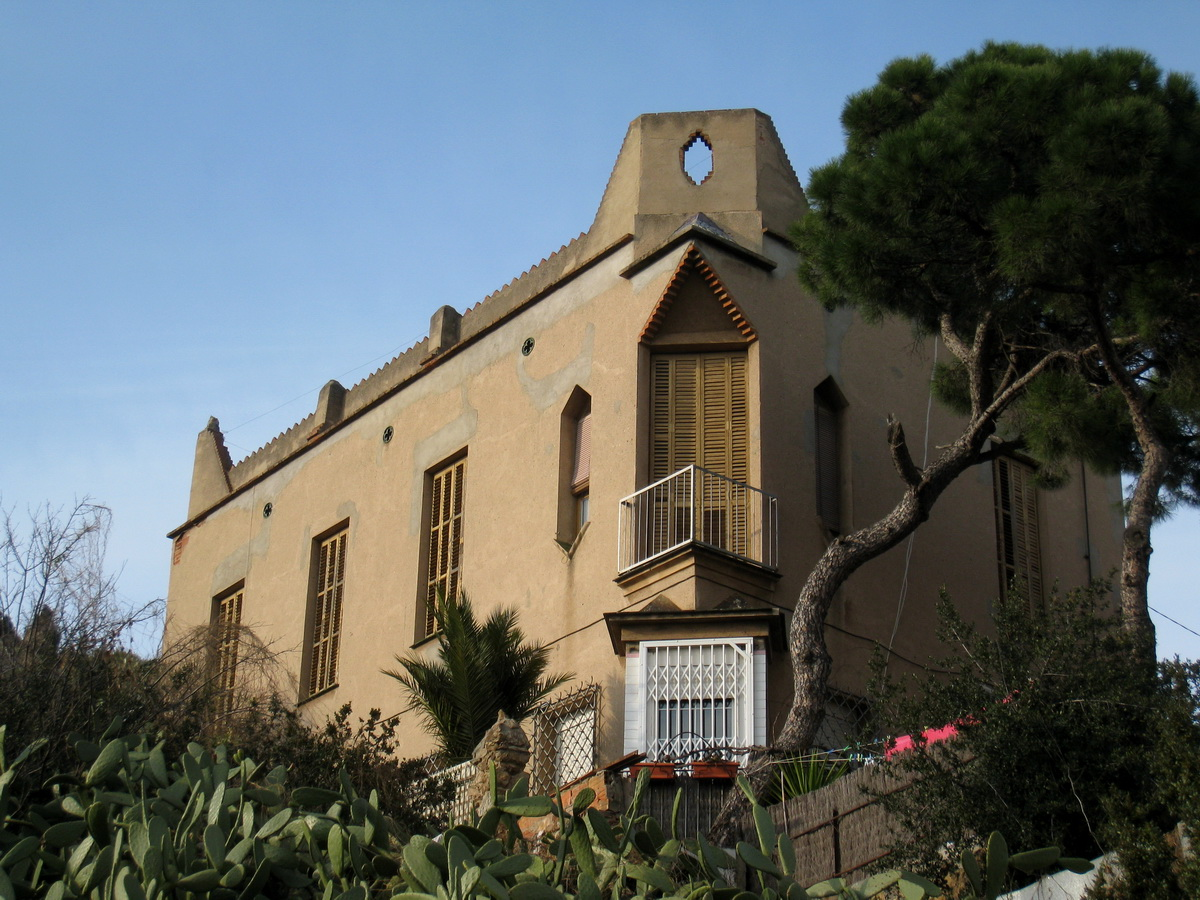
Casa Queralt

## Entitats i equipaments del Coll
- Associació d'Amics, Veïns i Comerciants del Coll
- Centre Cívic del Coll
- Associació de Veïns i Veïnes Coll-Vallcarca
- Grup d'Estudis del Coll-Vallcarca
- Esplai Sant Jordi
- Agrupament Escolta Jaume I del Coll
- Malèfica del Coll. Colla de diables del barri del Coll que participa en les Festes Joves del Coll i altres esdeveniments com les Festes de Gràcia.[7]
- Aroloki
- Comissió de Joves del Coll
- Plataforma veïnal PV14A
- Associació Cultural i de Festes del Coll

## Festes del barri

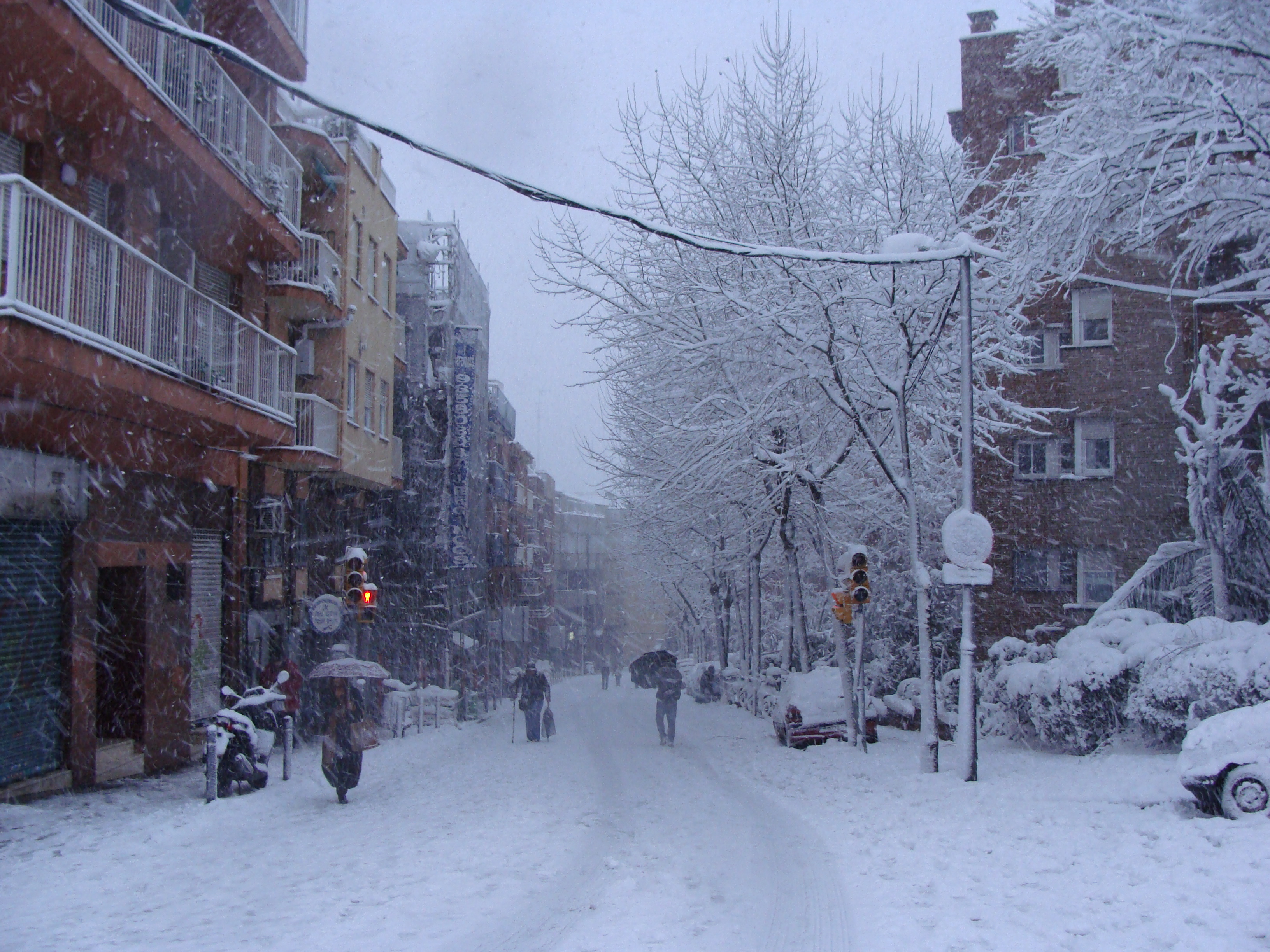
Passeig Mare de Déu del Coll nevat el 8 de març de 2010.

Al mes de juny se celebra la Festa Major del Coll, habitualment el segon i tercer cap de setmana.

## Transport
- Autobusos:
  - V17: Port Vell-Carmel
  - 87: Plaça Gal·la Placídia-Horta

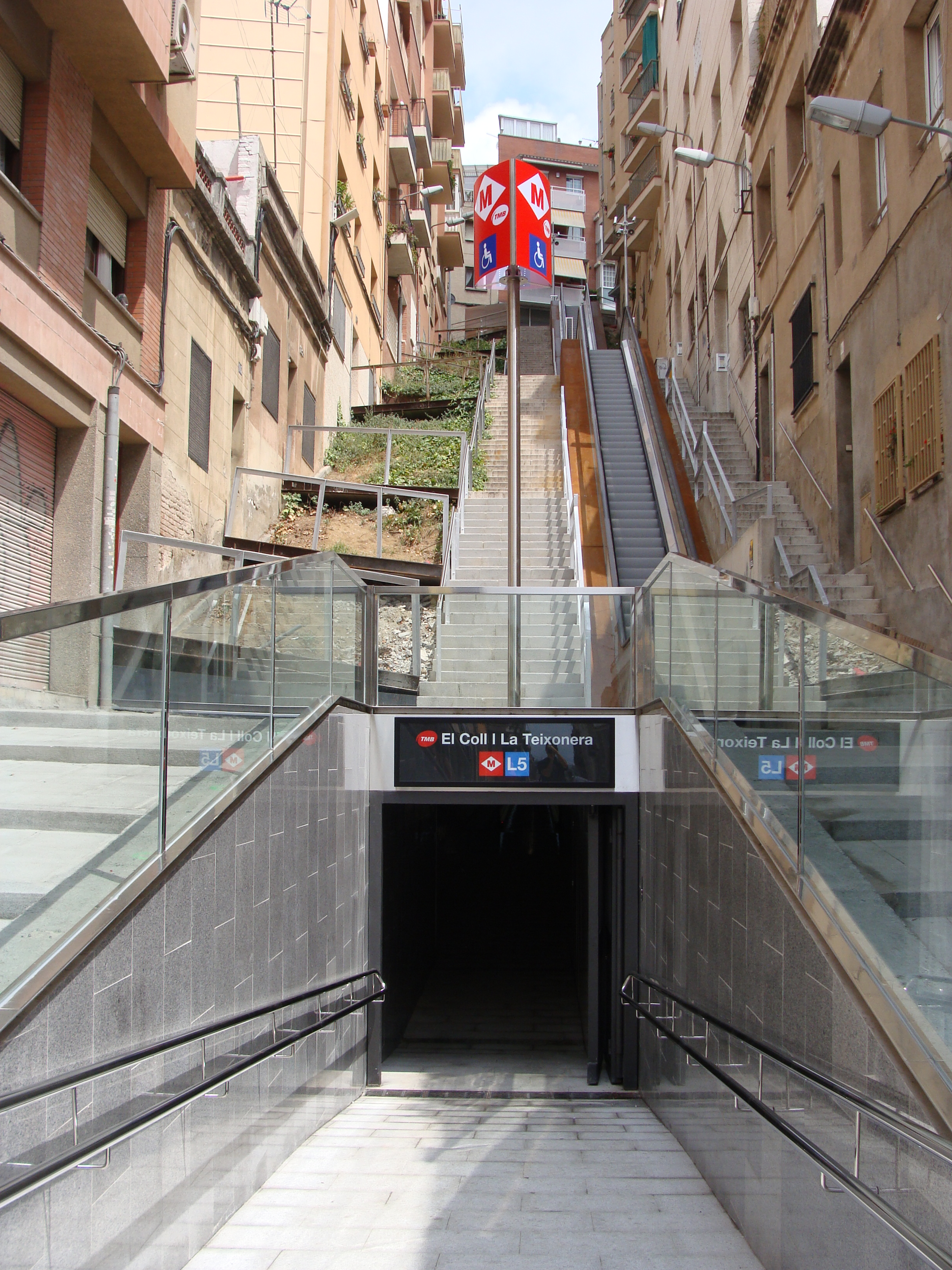
Accés a l'estació de metro El Coll - La Teixonera pel carrer Beat Almató.

  - 92: Plaça Gal·la Placídia-Passeig Marítim
  - 129: Bus del barri
  - N5: Bus nocturn
- Metro:
  -  Penitents
  -  Vallcarca
  -  El Coll-La Teixonera